# 220495 Margarethe
220495 Margarethe è un asteroide della fascia principale. Scoperto nel 2004, presenta un'orbita caratterizzata da un semiasse maggiore pari a 2,3072937 UA e da un'eccentricità di 0,2365922, inclinata di 23,61814° rispetto all'eclittica.